# Guilherme Karan
Guilherme Pontes Karan (* 8. Oktober 1957 in Rio de Janeiro, Brasilien; † 7. Juli 2016 ebenda) war ein brasilianischer Schauspieler, der vor allem im Fernsehen und Film tätig war.

## Leben
Karan wurde als Sohn des Admirals und früheren Marineministers Alfredo Karan (* 1925) geboren. Er studierte kurzzeitig Architektur, brach das Studium aber ab und war zunächst als Englischlehrer tätig. Seit Ende der 1970er Jahre war er beim Fernsehen in diversen Rollen zu sehen, vor allem als Komiker. Sein Durchbruch als Schauspieler kam zwischen 1988 und 1990 mit der Serie TV Pirata. Er hat in rund 20 Filmen und rund 19 Serien mitgespielt. Auch als Bildhauer war er tätig, jedoch ohne größere Bedeutung. Seine Karriere wurde durch Schicksalsschläge unterbrochen, sodass er sich 2005 weitgehend aus der Öffentlichkeit zurückzog.

### Überfall 2005
Karan wurde 2005 Opfer eines schweren Raubüberfalls. Motoristas schossen auf ein Taxi, in dem er saß, ermordeten den Fahrer und raubten dem Schauspieler die Wertsachen. Bis zu seinem Tod litt er daher unter Depressionen.

### Erkrankung und Tod
Im Jahr 2012 wurde bei ihm das sehr seltene Machado-Joseph-Syndrom diagnostiziert. Bereits seine Mutter litt darunter und starb daran; ein Bruder ist ebenfalls erkrankt. Karan lebte daher sehr zurückgezogen in seinem Haus in Barra da Tijuca, wo er von zwei Krankenschwestern rund um die Uhr betreut wurde und einen persönlichen Physiotrainer hatte. Die Erkrankung ist langfristig tödlich und führte zu einem physischen und psychischen Verfall.
Guilherme Karan starb am 7. Juli 2016 mit 58 Jahren an seiner schweren Krankheit. Er starb im Hospital Naval Marcilio Dias in Rio de Janeiro.

## Filmographie (Auswahl)
- 1978: Tudo bem
- 1982: Luz del Fuego
- 1985: Der König von Rio (O Rei do Rio)
- 1986: The man in the black cape
- 1987: Leila Diniz
- 1988: Super Xuxa versus Satan
- 1994: Amor
- 1998: Bela Donna
- 2002: The Clone
- 2003: As Alegres comadres
- 2005: America